# Диоцез Рибе

Герб диоцеза Рибе

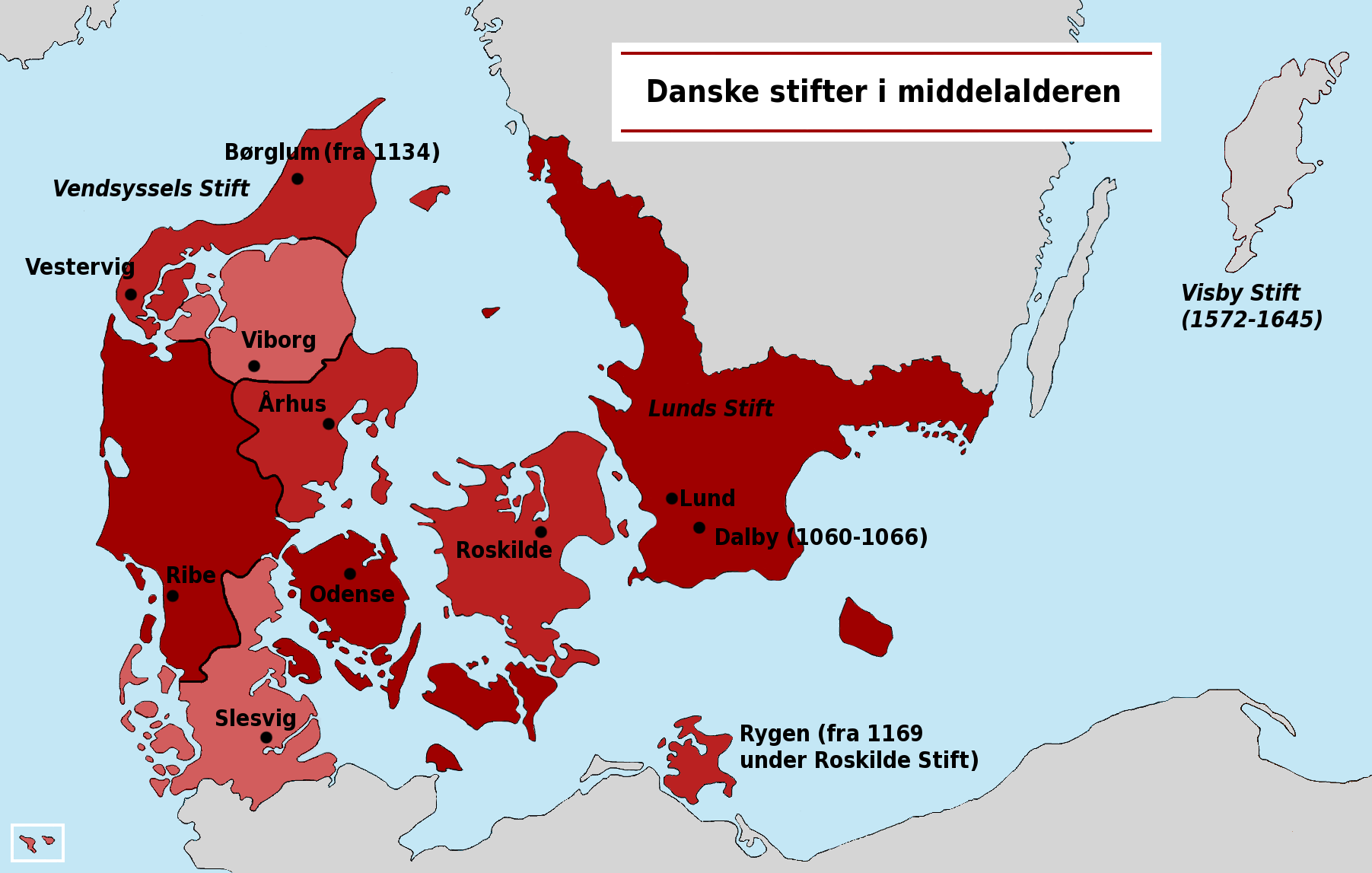
Диоцезы Дании в Средневековье

Диоцез Рибе (дат. Ribe Stift) — один из десяти диоцезов Церкви Дании. В 860 году Ансгар основал церковь в Рибе. Рибская епархия была образована в 948 году. Во время Реформации в 1530-х годах стала лютеранской.
По данным 2016 года диоцез имеет второй после диоцеза Виборга самый высокий процент прихожан в Дании — 84,5%. Кафедральным собором диоцеза является Кафедральный собор Рибе.

## Епископы

### Католические
- Валь: ок. 1043 — 1060
- Оддер: 1060 — 1085
- Герольд: 1085 — 1122
- Тор: 1122 — 1134
- Нотольд: 1134 — 11??
- Асгер: 11?? — 1142
- Элиас: 1142 — 1162
- Радульф: 1162 — 1171
- Стефан: 1171 — 1177
- Омер: 1178 — 1204
- Олуф: 1204 — 1214
- Туве: 1214 — 1230
- Гуннер: 1230 — 1246
- Эсгер: 1246 — 1273
- Тиге: 1273 — 1288
- Кристиан: 1288 — 1313
- Йенс Хии: 1313 — 1327
- Яков Сплитаф: 1327 — 1345
- Педер Туресен: 1345 — 1364
- Могенс Йенсен: 1365 — 1369
- Йенс Миккельсен: 1369 — 1388
- Эскиль: 1389 — 1409
- Педер Ликке: 1409 — 1418
- Кристиерн Хеммингсен: 1418 — 1454
- Хенрик Стангенберг: 1454 — 1465
- Педер Нильсен Лодехат: 1465 — 1483
- Хартвиг Юэль: 1483 — 1498
- Ивер Мунк: 1499 — 1536

### Лютеранские
- Йоханн Вент: 1537 — 1541
- Ханс Таусен: 1541 — 1561
- Поль Мадсен: 1562 — 1569
- Ханс Лаугесен: 1569 — 1594
- Педер Йенсен Хегелунд: 1595 — 1614
- Ивер Иверсен: 1614 — 1629
- Йенс Динесен Йерсин: 1629 — 1634
- Ханс Борхардсен: 1635 — 1643
- Эрик Монрад: 1643 — 1650
- Педер Йенсен Крагелунд: 1650 — 1681
- Кристиан Йенсен Лодберг: 1681 — 1693
- Анкер Анкерсен: 1693 — 1701
- Кристиан Муус: 1701 — 1712
- Йоханнес Оксен: 1712 — 1713
- Лауридс Тура: 1713 — 1731
- Маттиас Анкерсен: 1731 — 1741
- Ханс Адольф Брорсон: 1741 — 1764
- Йорген Блок Карстенс: 1764 — 1773
- Эйлер Эйлерсен Хагеруп: 1773 — 1774
- Тонне Блок: 1774 — 1786
- Стефан Мидделбо: 1786 — 1811
- Виктор Кристиан Хьорт: 1811 — 1818
- Стефан Тетенс: 1819
- Йенс Михаэль Герц: 1819 — 1825
- Конрад Даниэль Куфоед: 1825 — 1831
- Николай Фогтманн: 1831 — 1833
- Таге Кристиан Мюллер: 1833 — 1849
- Якоб Бреггер Даугор: 1850 — 1867
- Карл Фредерик Балслев: 1867 — 1895
- Карл Вигго Гётче: 1895 — 1901
- Петер Габриэль Кох: 1901 — 1922
- Олуф Петер Кирстейн Вогн Олесен: 1923 — 1930
- Сорен Вестергаард Мейсен: 1930 — 1939
- Карл Эмануэль Шарлинг: 1939 — 1949
- Мортен Кристиан Линдегор: 1949 — 1956
- Хенрик Донс Кристенсен: 1956 — 1980
- Хельге Форест: 1980 — 1991
- Нильс Хольм: 1991 — 2003
- Элисабет Донс Кристенсен: 2003 — 2014
- Элоф Вестергаард: 2014 — н. в.